# Municipio de Ovid (Dakota del Norte)
El municipio de Ovid (en inglés: Ovid Township) es un municipio ubicado en el condado de LaMoure en el estado estadounidense de Dakota del Norte. En el año 2010 tenía una población de 46 habitantes y una densidad poblacional de 0,5 personas por km².

## Geografía
El municipio de Ovid se encuentra ubicado en las coordenadas 46°19′8″N 98°6′28″O / 46.31889, -98.10778. Según la Oficina del Censo de los Estados Unidos, el municipio tiene una superficie total de 92.81 km², de la cual 91,5 km² corresponden a tierra firme y (1,41 %) 1,31 km² es agua.

## Demografía
Según el censo de 2010, había 46 personas residiendo en el municipio de Ovid. La densidad de población era de 0,5 hab./km². De los 46 habitantes, el municipio de Ovid estaba compuesto por el 100 % blancos. Del total de la población el 0 % eran hispanos o latinos de cualquier raza.